# Armando B. Chávez
Armando Bonifacio Chávez Montañez (Naica, municipio de Saucillo, Chihuahua 14 de mayo de 1913-Ciudad Juárez, Chihuahua, 2003) fue un cronista, escritor, historiador y político mexicano. 
En 1932 se graduó como profesor en la Normal del estado de Chihuahua. En 1947 fue nombrado oficial mayor del ayuntamiento de Juárez durante el gobierno de Carlos Villarreal Ochoa. En ese mismo año diseñó el escudo de Ciudad Juárez. En 1960 publicó la primera edición de Historia de Ciudad Juárez. En 1967 fue electo diputado federal y en 1980 fue nombrado "Primer cronista de la ciudad". En 1992 se graduó como licenciado en Derecho de la Universidad Autónoma de Ciudad Juárez.

## Datos biográficos
Nació el 14 de mayo de 1913 en Naica, municipio de Saucillo, Chihuahua. Sus padres fueron Pedro Chávez y Jovita Montañez. Armando estudio la primaria en la escuela número 28 de Ciudad Juárez. En 1928 fue nombrado gobernador del estado de manera simbólica por un día con motivo del mes del niño.  
En 1932 se graduó como profesor en la Normal del estado. Posteriormente se especializó en ciencias biológicas en la normal superior de México. En 1946 se casó en Muzquiz, Coahuila, con Dora Sepúlveda y en 1947 fue oficial mayor del ayuntamiento de Juárez. En 1947 diseñó el Escudo de Armas de Ciudad Juárez. Fue durante su gestión como Oficial Mayor que el presidente municipal suplente Francisco Triana le cuestionó: 

“Para que queremos tantos papeles en los archivos, hay que quemarlos, porque nomás estorban y hacen basura”.

El Oficial Mayor (Don Armando B. Chávez) le planteó: “Mire, yo me comprometo a ordenar todos esos documentos y le ofrezco que se van a empastar”.

Tras este incidente, Chávez Montañez creó el archivo Histórico de la ciudad. En 1960 publicó la primera edición de Historia de Ciudad Juárez. En 1961, se convirtió en diputado federal tras la renuncia de Félix Alonso Lugo Verdugo debido a que este fue nombrado presidente municipal de ciudad Juárez. En 1965, participó en la elección interna del Partido Revolucionario Institucional a candidato a presidente municipal de ciudad Juárez siendo derrotado por Armando González Soto. 
En 1967 fue electo diputado federal y en 1980 fue nombrado "Primer cronista de la ciudad". En 1982 fue director nombrado de investigaciones históricas. En 1992 se graduó como licenciado en Derecho de la UACJ. Falleció en ciudad Juárez en 2003.

## Obras
- 60 años de gobierno de gobierno municipal. 1959
- Historia de Ciudad Juárez, Chih. 1960
- El Chamizal. 1964
- Los cuatrocientos años de El Paso-Juárez. 1981
- Riqueza cultural y artística de Ciudad Juárez, Chihuahua. 1985
- Diccionario de Hombres de la Revolución en Chihuahua. 1990
- Educación y legislación educativa en el Estado de Chihuahua. 1992